# IC 583
IC 583 је спирална галаксија у сазвјежђу Лав која се налази на листи објеката дубоког неба у Индекс каталогу.
Деклинација објекта је + 17° 49' 16" а ректасцензија 9h 59m 5,0s. Привидна величина (магнитуда) објекта IC 583 износи 14,5 а фотографска магнитуда 15,3. IC 583 је још познат и под ознакама UGC 5363, MCG 3-26-12, CGCG 93-17, PGC 28844.